# Royal Saint-Nicolas Football Club
Dernière mise à jour : 15 juillet 2011.
Le Royal Saint-Nicolas Football Club est un ancien club de football belge, localisé dans la commune de Saint-Nicolas, dans la banlieue liégeoise. Fondé en 1926, le club disparaît en 1989 dans une fusion avec le FC Tilleur pour devenir le Royal Football Club Tilleur-Saint-Nicolas. Le club, porteur du matricule 667, a disputé 7 saisons dans les séries nationales, toutes au troisième niveau national.

## Histoire
Au début de l'année 1926, le Saint-Nicolas Football Club est fondé, et s'affilie à l'Union Belge en juin. En décembre de la même année, il reçoit le matricule 667. Le club fait ses débuts en Promotion, alors troisième et dernier niveau national, lors la saison 1935-1936. Lors de ses deux premières saisons en Promotion, Saint-Nicolas se sauve de justesse, mais la troisième saison lui est fatale. Le club termine avant-dernier de sa série en 1938, et est renvoyé vers les séries provinciales.
Après une saison en provinciales, Saint-Nicolas gagne le droit de remonter en Promotion, mais le déclenchement de la Seconde Guerre mondiale le force à patienter jusqu'en 1941 pour faire son retour en « nationales ». Le club termine dernier de sa série qui ne compte que 13 équipes. Dans le contexte particulier provoqué par la guerre, aucune relégation n'est officiellement enregistrée à l'exception de celle des clubs choisissant volontairement de descendre. Le matricule 667 ne profite guère du sursis car classé 14e et dernier en 1942, il est relégué.
Après la libération, l'Union Belge décide de reformer les séries nationales en annulant les relégations subies pendant la guerre. Cela permet au Saint-Nicolas FC de revenir en Promotion. Sauvé  lors de la première saison, le club est relégué en 1947. C'est alors un retour définitif vers les séries provinciales.
Reconnu Société Royale en 1951, il prend le nom de R. St-Nicolas FC, le 13 juin de cette même année. Confiné aux séries provinciales liégeoises depuis 40 ans, le club est absorbé le 1er juillet 1989 par le Royal Tilleur Football Club, porteur du matricule 21, pour former le Royal Football Club Tilleur-Saint-Nicolas. Le club fusionné conserve le matricule, les couleurs et le stade de Tilleur. Le matricule 667 du Saint-Nicolas FC est radié des listes de la Fédération.

## Résultats en séries nationales
Statistiques clôturées, club disparu

### Bilan
| Niv | Divisions    | Jouées | Titres | TM Up | TM Down |
| --- | ------------ | ------ | ------ | ----- | ------- |
| I   | 1e nationale | 0      | 0      |       |         |
| II  | 2e nationale | 0      | 0      |       |         |
| III | 3e nationale | 7      | 0      |       |         |
| IV  | 4e nationale | 0      | 0      |       |         |
|     |              |        |        |       |         |
|     | TOTAUX       | 7      | 0      |       |         |

- TM Up= test-match pour départager des égalités, ou toutes formes de Barrages ou de Tour final pour une montée éventuelle.
- TM Down= test-match pour départager des égalités, ou toutes formes de Barrages ou de Tour final pour le maintien.

### Saisons
| Ordre | Saison  | Nom du club                                | Niveau                     | Classement final | Remarques           |
| ----- | ------- | ------------------------------------------ | -------------------------- | ---------------- | ------------------- |
| 1     | 1935-36 | Saint-Nicolas FC                           | Promotion (D3) Série A     | 10e/14           | [ notes 1 ]         |
| 2     | 1936-37 | Saint-Nicolas FC                           | Promotion (D3) Série A     | 11e/14           |                     |
| 3     | 1937-38 | Saint-Nicolas FC                           | Promotion (D3) Série B     | 13e/14           | Relégué!            |
|       |         |                                            |                            |                  | séries régionales   |
| 4     | 1941-42 | Saint-Nicolas FC                           | Promotion (D3) Série D     | 13e/13           | [ notes 2 ]         |
| 5     | 1942-43 | Saint-Nicolas FC                           | Promotion (D3) Série D     | 16e/16           | Relégué!            |
|       |         |                                            |                            |                  | séries régionales   |
| 6     | 1945-46 | Saint-Nicolas FC                           | Promotion (D3) Série D     | 13e/18           | [ notes 3 ]         |
| 7     | 1946-47 | Saint-Nicolas FC                           | Promotion (D3) Série C     | 16e/17           | Relégué!            |
|       |         |                                            |                            |                  | séries provinciales |
|       | 1989    | Fusion avec le R. Tilleur FC, matricule 21 | Le matricule 667 disparaît |                  |                     |